# Le Chef de la Tchoukotka
Pour plus de détails, voir Fiche technique et Distribution.
Le Chef de la Tchoukotka (en russe : Начальник Чукотки, Nachalnik Chukotki) est un film d'aventures soviétique en noir et blanc sorti en salles le 17 avril 1967. Il est produit par les studios Lenfilm. C'est le premier long métrage du réalisateur Vitali Melnikov. Le film réunit 15,7 millions de spectateurs en salles.

## Synopsis
En hiver 1922, le commissaire politique Glazkov accompagné d'un jeune subalterne Alekseï Bytchkov part pour la Tchoukotka. Sa mission consiste à assurer le contrôle de cette partie du territoire de la jeune république soviétique. Sur le chemin, Glazkov meurt de la fièvre typhoïde. Arrivé à destination, Aleksei est accueilli par l'ancien employé des douanes tsaristes, un certain Timofeï Khramov à qui il apprend l'arrivée au pouvoir des bolcheviks. Dans la foulée, il se présente comme le nouveau "chef de la Tchoukotka", en accord avec le mandat qu'il produit lui-même sur le champ.

## Fiche technique
- Titre français : Le Chef de la Tchoukotka[3]
- Titre original (en russe) : Начальник Чукотки (Nachalnik Chukotki)
- Production : Lenfilm
- Réalisation : Vitali Melnikov
- Scénario : Vladimir Valoutski, Victor Viktorov
- Directeur de la photographie : Édouard Rozovski
- Cadreurs : Vladimir Vassiliev, Mikhaïl Avroutine
- Directeur artistique : Marxen Gaukhman-Sverdlov
- Compositeur : Nadejda Simonian (ru)
- Montage : Zinaïda Scheinemann, Galina Kornilova
- Rédaction : Aleksandre Bessmertny
- Maquillage : Vassili Gorunov
- Costumier : Aleksandre Kompaneïets
- Assistant réalisateur : V. Kravtchenko, G. Motchalov
- Genre : comédie, film d'aventure
- Format : noir et blanc
- Langue : russe
- Durée : 86 min.
- Pays : URSS
- Sortie : 1967
- Sortie DVD : 2005, Film-Video Association Krupny Plan / Format 16/9 / Dolby Digital

## Distribution
- Mikhaïl Kononov : Alekseï Bytchkov, le chef de la Tchoukotka
- Alekseï Gribov : Timofeï Khramov, fonctionnaire d'état
- Guennadi Danzanov : Voukvoutaguine dit Vovka
- Nikolaï Volkov : Mr Stenson, l'américain
- Stepan Krylov : Tchekmariov
- Iossif Konopatski : Glazkov, commissaire politique soviétique
- Anatoli Abramov : recruteur d'ouvriers étrangers
- Viatcheslav Romanov : komsomolets
- Tito Romalio : serveuse
- Alekseï Kojevnikov : commissaire
- Nokolaï Kouzmine : musher Vassili
- Stanislav Fessunov : tchékiste
- Constantine Adachevski : marchand Brukhanov
- Mikhaïl Vassiliev : Fedka
- Anatoli Korolkevitch : ministre de la Guerre
- Gueorgui Kourovski : ministre de la Justice
- Oscar Lind : président du conseil de gouvernement
- Pavel Pankov : colonel Petoukhov
- Aleksandr Kavalerov : enfant sans abri
- Igor Bogolubov : officier
- Arkadi Troussov : cosaque
- Pavel Vinnik : étranger à la casquette
- Aleksandre Zakharov : épisode
- Lim-Su : Yamoushi-San